# Томашовка (Дунаевецкий район)
Томашовка (укр. Томашівка) — село в Дунаевецком районе Хмельницкой области Украины.
Население по переписи 2001 года составляло 1259 человек. Почтовый индекс — 32410. Телефонный код — 3858. Занимает площадь 3,469 км². Код КОАТУУ — 6821888901.

## Местный совет
32410, Хмельницкая обл., Дунаевецкий р-н, с. Томашовка